# Kulkulkan – Der Mächtige
Kulkulkan – Der Mächtige (Originaltitel: How Sharper Than a Serpent's Tooth) ist die fünfte Episode der zweiten Staffel der Science-Fiction-Zeichentrickserie Die Enterprise. Sie wurde in englischer Sprache erstmals am 5. Oktober 1974 bei NBC ausgestrahlt. In Deutschland war sie zum ersten Mal unter dem Titel Die versunkene Welt am 6. April 1976 in einer stark geschnittenen und inhaltlich veränderten synchronisierten Fassung im ZDF zu sehen. Eine ungekürzte, originalgetreue Synchronfassung erschien erstmals 1994 auf VHS. Die erste Fernsehausstrahlung dieser Fassung erfolgte am 7. Oktober 2016 auf Tele 5.

## Handlung
Im Jahr 2270 bei Sternzeit 6063.4 verfolgt die Enterprise die Spur einer unbekannten Sonde, die ins Sonnensystem eingedrungen ist und sich selbst zerstört hat, bevor sie abgefangen werden konnte. Die Spur führt zu einem Raumschiff, das nun auf die Enterprise zufliegt, sie beschießt und in einem kugelförmigen Energiefeld einschließt. Als Captain Kirk nach einem erneuten Beschuss das Feuer erwidern lässt, nimmt das fremde Schiff die Form einer gefiederten Schlange an. Der Steuermann Fähnrich Walking Bear glaubt darin die mesoamerikanische Gottheit Kukulkan zu erkennen.
Kukulkan nimmt nun direkt Kontakt auf. Er war erzürnt, da offenbar niemand mehr seinen Namen kannte. Da ihn jetzt aber doch jemand erkannt hat, ist er bereit, den Menschen eine letzte Chance zu geben, der Vernichtung zu entgehen. Er entführt Kirk, Walking Bear, Schiffsarzt McCoy und Chefingenieur Scott auf sein Schiff. Dort finden sie sich in einem riesigen leeren Raum wieder, in dem Kukulkan kurz darauf eine Stadt erscheinen lässt, in deren Zentrum sich eine Pyramide befindet. Die Stadt weist Architekturelemente auf, die an verschiedene alte Kulturen der Erde erinnern. Walking Bear erinnert sich an eine Legende, nach der die Menschen eine Stadt nach Kukulkans Vorgaben erbauen sollten. Danach wollte er zurückkehren. Die Maya bauten eine solche Stadt, doch Kukulkan kam nicht zurück. Kirk vermutet, dass sie daran scheiterten, die Vorgaben korrekt umzusetzen. Kirk steigt auf die Spitze der Pyramide und findet dort einen Tisch vor. Um die Pyramide herum sind vier obeliskenartige Türme angeordnet, an deren Spitzen sich drehbare Schlangenköpfe befinden. Die anderen richten nun die Köpfe auf die Spitze der Pyramide aus. Sie reflektieren daraufhin Sonnenstrahlen auf den Tisch. Dadurch wird ein Signal aktiviert und Kukulkan erscheint.
Kukulkan verlangt, als Gott verehrt zu werden, doch das lehnt Kirk ab. Er lässt daraufhin die Stadt verschwinden und die vier Menschen finden sich in einem Raum wieder, der mit Käfigen vollgestellt ist, in denen verschiedene Tiere eingesperrt sind. Kukulkan erklärt, dass die Tiere nicht wissen, dass sie eingesperrt sind, da ihnen eine natürliche Umgebung vorgetäuscht wird. Das gleiche Schicksal hat er auch den Menschen zugedacht, denn er hält sie für wilde, kriegerische Wesen, die gezähmt werden müssten. Kirk und Walking Bear argumentieren, dass die Menschen Gewalt nur zur Verteidigung einsetzen und dass sie Kukulkan nicht als ihren Herren akzeptieren könnten, denn unter völliger Abhängigkeit könne es keine Weiterentwicklung geben.
Auf der Enterprise hat der erste Offizier Spock derweil herausgefunden, dass das Energiefeld immer nur in eine Richtung wirkt. Er aktiviert daher einen Traktorstrahl und baut gleichzeitig mit dem Schiffsantrieb Druck auf das Feld auf. Dadurch gelingt es der Enterprise, aus ihrer Falle auszubrechen. Kukulkan will das Schiff daraufhin zerstören. Um ihn abzulenken, befreien Kirk und seine Leute eine capellinische Energiekatze aus ihrem Käfig. Diese richtet nun großes Chaos an und bedroht schließlich sogar Kukulkan. Der fürchtet um sein Leben und gibt sich somit als sterbliches Wesen zu erkennen. Kirk bringt die Situation unter Kontrolle, indem er die Katze betäubt. Kukulkan erkennt nun, dass die Menschheit nicht mehr auf seine Hilfe angewiesen ist. Er versetzt Kirk und seine Leute wieder auf die Enterprise und fliegt mit seinem Schiff davon.

## Besonderheiten

### Verbindungen zu anderen Star-Trek-Produktionen
Die Thematik von außerirdischen Wesen, die auf der Erde als Götter auftraten, wurde bereits in der Folge Der Tempel des Apoll der Vorgängerserie Raumschiff Enterprise behandelt.

### Sonstiges
Der Name der Gottheit Kukulkan wird sowohl in der englischen Originalfassung als auch in der deutschen Synchronisation mehrfach falsch ausgesprochen und geschrieben. Kirk-Sprecher William Shatner nannte ihn durchgängig „Kuklakan“. In der deutschen VHS-Version wurde er zwar richtig ausgesprochen, dafür aber doppelt falsch geschrieben. In den deutschen Titel, der auf der VHS-Hülle abgedruckt wurde, hat sich ein zusätzliches L eingeschlichen. Die Folge heißt daher Kulkulkan – Der Mächtige. Im deutschen Vorspann der Folge wird noch eine andere fehlerhafte Schreibweise angeben, nämlich Kulkulan – Der Mächtige.

## Produktion

### Drehbuch
Der Originaltitel der Folge geht zurück auf einen Ausspruch von König Lear aus dem gleichnamigen Theaterstück von William Shakespeare:

„Turn all her mother's pains and benefits

To laughter and contempt, that she may feel

How sharper than a serpent's tooth it is

To have a thankless child. Away, away.“

„Erwidr' es ihr mit Spott und Hohngelächter;

Daß sie empfinde, wie es schärfer nage,

Als Schlangenzahn, ein undankbares Kind

Zu haben! – Fort, hinweg! –“

Sowohl für Russell Bates als auch für David Wise war dies ihre einzige verwirklichte Drehbucharbeit für das Star-Trek-Franchise. Bates war mit Gene L. Coon befreundet, der als Produzent für Raumschiff Enterprise gearbeitet hatte. Coon stellte den Kontakt zu D. C. Fontana her, die Bates einlud, für die Zeichentrickserie Die Enterprise zu schreiben. Seine erste Idee wurde jedoch abgelehnt. Da Bates der Kiowa-Nation angehört, ermutigte ihn Fontana dazu, eine Geschichte mit einem indianischen Bezug zu schreiben.
Das Drehbuch ist stark beeinflusst von den pseudowissenschaftlichen Ideen der Prä-Astronautik, die in den späten 1960 und 1970er Jahren insbesondere durch die Bücher und Filme Erich von Dänikens weltweit eine große Bekanntheit erlangten.

### Sprecher und Figuren
Mit Fähnrich Dawson Walking Bear ist erstmals ein indianisches Besatzungsmitglied der Enterprise zu sehen.

## Adaptionen
Alan Dean Foster schrieb eine Textfassung von Kulkulkan – Der Mächtige, die auf Englisch erstmals 1976 in der Geschichtensammlung Star Trek Log 6 erschien. Die deutsche Übersetzung erschien 1993.

## Rezeption
Die Folge Kulkulkan – Der Mächtige war maßgeblich verantwortlich dafür, dass Die Enterprise 1975 mit einem Daytime Emmy Award in der Kategorie „Outstanding Entertainment - Children's Series“ ausgezeichnet wurde. Nachdem Die Enterprise und die Vorgängerserie Raumschiff Enterprise bereits mehrfach für einen Emmy nominiert waren, war dies das erste Mal, dass eine Star-Trek-Produktion den Preis auch gewann.
Wes Huntington führte Kulkulkan – Der Mächtige 2016 auf msureporter.com in einer Liste der zehn besten Folgen von Die Enterprise auf Platz 9.